# Бета Тельца
Бе́та Тельца́ (лат. β Tauri, сокр. β Tau; традиционное название — Нат или Эль-Нат) — вторая по яркости звезда в созвездии Тельца, бело-голубой гигант спектрального класса B7. Расстояние до звезды составляет около 130 световых лет, её видимая звёздная величина равна +1,65m. 
Название звезды от арабского النطح an-naţħ — «бодающий». Здесь имеется в виду «бодающий рог Тельца».
У Птолемея в «Альмагесте» дано следующее описание: «звезда на конце северного рога, тождественная со звездой на правой ноге Возничего». Это один из случаев, когда звезда считалась принадлежащей одновременно двум созвездиям. В современном понятии созвездий такое невозможно. У арабов звезда описывалась как «лодыжка Держащего поводья» (Возничего).

## Характеристики
Нат массивнее Солнца в 4,5 раза, радиус превышает солнечный радиус в 5—6 раз. Светимость в 700 раз больше, чем у Солнца, температура поверхности составляет 13 600 К. Удаляется от Солнечной системы со скоростью 9 км/с. Относится к типу химически пекулярных ртутно-марганцевых звёзд.